# Billy Joe Shaver
Billy Joe Shaver, né le 16 août 1939 à Corsicana (Texas) et mort le 28 octobre 2020 à Waco (Texas), est un auteur-compositeur-interprète américain de musique country.

## Biographie
Élevé par sa mère Victoire Watson Shaver, son père Virgile ayant quitté la famille avant sa naissance, Billy Joe Shaver passe beaucoup de son temps avec sa grand-mère à Corsicana (Texas) jusqu’à ses 12 ans pour que sa mère puisse travailler à Waco dans une boîte de nuit où il l'accompagne parfois. Il y découvre la musique country.
Sa mère se remarie et il perd sa grand-mère. Il quitte l'école après la huitième année pour aider ses oncles à ramasser du coton, mais y retourne parfois, uniquement pour faire du sport.
À 17 ans, il entre dans l'US Navy mais n'y reste pas et fait divers petits emplois comme celui de cow-boy dans des shows de rodéo. À cette époque, il rencontre puis épouse Brenda Joyce Tindell, dont il a un fils, Eddy Shaver. Le couple divorce mais se remarie quelque temps plus tard.
Employé dans un scierie, Billy Joe Shaver a un accident. Il perd deux doigts et contracte une grave infection. Il apprend alors à jouer de la guitare avec les doigts restants. Pour 50 dollars par semaine, il s'installe à Nashville comme auteur-compositeur. Il y est repéré par Waylon Jennings qui l'engage pour composer les chansons de son album Honky Tonk Heroes.
Elvis Presley et Kris Kristofferson l'engagent à leur tour. Il accompagne alors de nombreux chanteurs dans leur tournée, tels que Willie Nelson, Nanci Griffith, Chuck Leavell et Dickey Betts des Allman Brothers, Charlie Daniels, Flaco Jiménez ou Al Kooper.
En 1999, il passe dans Grand Ole Opry. Après avoir perdu sa femme Brenda, et sa mère d'un cancer cette année-là, Shaver perd le 31 décembre 2000 son fils Eddy, mort à 38 ans d'une overdose d'héroïne. Il fait lui-même une crise cardiaque lors d'un concert à New Braunfels. Opéré avec succès, il fait son retour en 2002 avec l'album Freedom's Child.
Il participe en novembre 2005 au CMT Outlaws et en 2006, entre au Texas Country Music Hall of Fame (en).
Bob Dylan le mentionne en 2009 dans sa chanson I Feel a Change Comin' On dans l'album Together Through Life : « I'm listening to Billy Joe Shaver, And I'm reading James Joyce » (J'écoute Billy Joe Shaver et je lis James Joyce). Il est aussi le personnage central de la chanson Wish I Could Write Like Billy Joe sur l'album Stormy Love de Bugs Henderson (en).

## Cinéma et télévision
Billy Joe Shaver apparaît dans Le Prédicateur en 1996, en 2003 dans Le Secret des frères McCann et en 2005 dans The Wendell Baker Story.
Un film documentaire sur sa vie est réalisé en 2004, A Portrait of Billy Joe ainsi qu'en 2006 Billy Joe Shaver - North Carolina 2006.
En 2008, il est la vedette, avec Bill Engvall (en) et Billy Ray Cyrus de l'émission Bait Shop sur TV USA Network Movie.

## Discographie
Albums
| Année                 | Album                                    | Classements        | Classements | Classements     | Classements      | Classements         | Label             |
| Année                 | Album                                    | Country États-Unis | États-Unis  | Heat États-Unis | Indie États-Unis | Chrétien États-Unis | Label             |
| --------------------- | ---------------------------------------- | ------------------ | ----------- | --------------- | ---------------- | ------------------- | ----------------- |
| 1973                  | Old Five and Dimers Like Me              | —                  | —           | —               | —                | —                   | Monument          |
| 1976                  | When I Get My Wings                      | —                  | —           | —               | —                | —                   | Capricorn         |
| 1977                  | Gypsy Boy                                | —                  | —           | —               | —                | —                   | Capricorn         |
| 1981                  | I'm Just an Old Chunk of Coal            | —                  | —           | —               | —                | —                   | Capricorn         |
| 1982                  | Billy Joe Shaver                         | —                  | —           | —               | —                | —                   | Columbia          |
| 1987                  | Salt of the Earth                        | —                  | —           | —               | —                | —                   | Columbia          |
| 1993                  | Tramp on Your Street                     | —                  | —           | —               | —                | —                   | Volcano           |
| 1995                  | Unshaven: Live at Smith's Olde Bar       | —                  | —           | —               | —                | —                   | Volcano           |
| 1996                  | Highway of Life                          | —                  | —           | —               | —                | —                   | Justice           |
| 1998                  | Victory                                  | —                  | —           | —               | —                | —                   | New West          |
| 1999                  | Electric Shaver                          | —                  | —           | —               | —                | —                   | New West          |
| 2001                  | The Earth Rolls On                       | —                  | —           | —               | —                | —                   | New West          |
| 2002                  | Freedom's Child                          | —                  | —           | —               | —                | —                   | Compadre          |
| 2003                  | Live from Down Under                     | —                  | —           | —               | —                | —                   | Sphincter         |
| 2003                  | Try and Try Again                        | —                  | —           | —               | —                | —                   | Compadre          |
| 2004                  | Billy and the Kid                        | —                  | —           | —               | —                | —                   | Compadre          |
| 2005                  | A Tribute to Billy Joe Shaver: Live      | —                  | —           | —               | —                | —                   | Compadre          |
| 2005                  | The Real Deal                            | —                  | —           | —               | —                | —                   | Compadre          |
| 2007                  | Storyteller: Live at the Bluebird        | —                  | —           | —               | —                | —                   | Sugar Hill        |
| 2007                  | Everybody's Brother                      | —                  | —           | —               | —                | 50                  | Compadre          |
| 2012                  | Live at Billy Bob's Texas                | —                  | —           | —               | —                | —                   | Smith Music Group |
| 2012                  | Live from Austin, TX: Austin City Limits | —                  | —           | —               | —                | —                   | New West          |
| 2014                  | Long in the Tooth                        | 19                 | 157         | 4               | 23               | —                   | Lightning Rod     |
| — signifie non classé |                                          |                    |             |                 |                  |                     |                   |

Compilations
| Année | Album                                           | Label       |
| ----- | ----------------------------------------------- | ----------- |
| 1994  | Honky Tonk Heroes (Capricorn label compilation) | Bear Family |
| 1995  | Restless Wind (1973 - 1987)                     | Razor & Tie |
| 2007  | Greatest Hits                                   | Compadre    |

Singles
| Année | Single                            | Classement         | Classement     | Album                       |
| Année | Single                            | Country États-Unis | Country Canada | Album                       |
| ----- | --------------------------------- | ------------------ | -------------- | --------------------------- |
| 1973  | I Been to Georgia on a Fast Train | 88                 |                | Old Five and Dimers Like Me |
| 1978  | You Asked Me To                   | 80                 |                | Gypsy Boy                   |
| 1993  | Live Forever                      |                    | 96             | Tramp on Your Street        |
| 2011  | Wacko from Waco                   |                    |                | Live at Billy Bob's Texas   |

Clips
| Année | Video                     | Directeur     |
| ----- | ------------------------- | ------------- |
| 1993  | The Hottest Thing in Town | Steve Mims    |
| 1993  | Live Forever              | Steve Boyle   |
| 1994  | Georgia On a Fast Train   | Chris Rogers  |
| 1996  | Comin' On Strong          |               |
| 2002  | Freedom's Child           |               |
| 2005  | Live Forever              | Rick Schroder |
| 2007  | Get Thee Behind Me Satan  | The Brads     |